# قائمة كرات كأس العالم

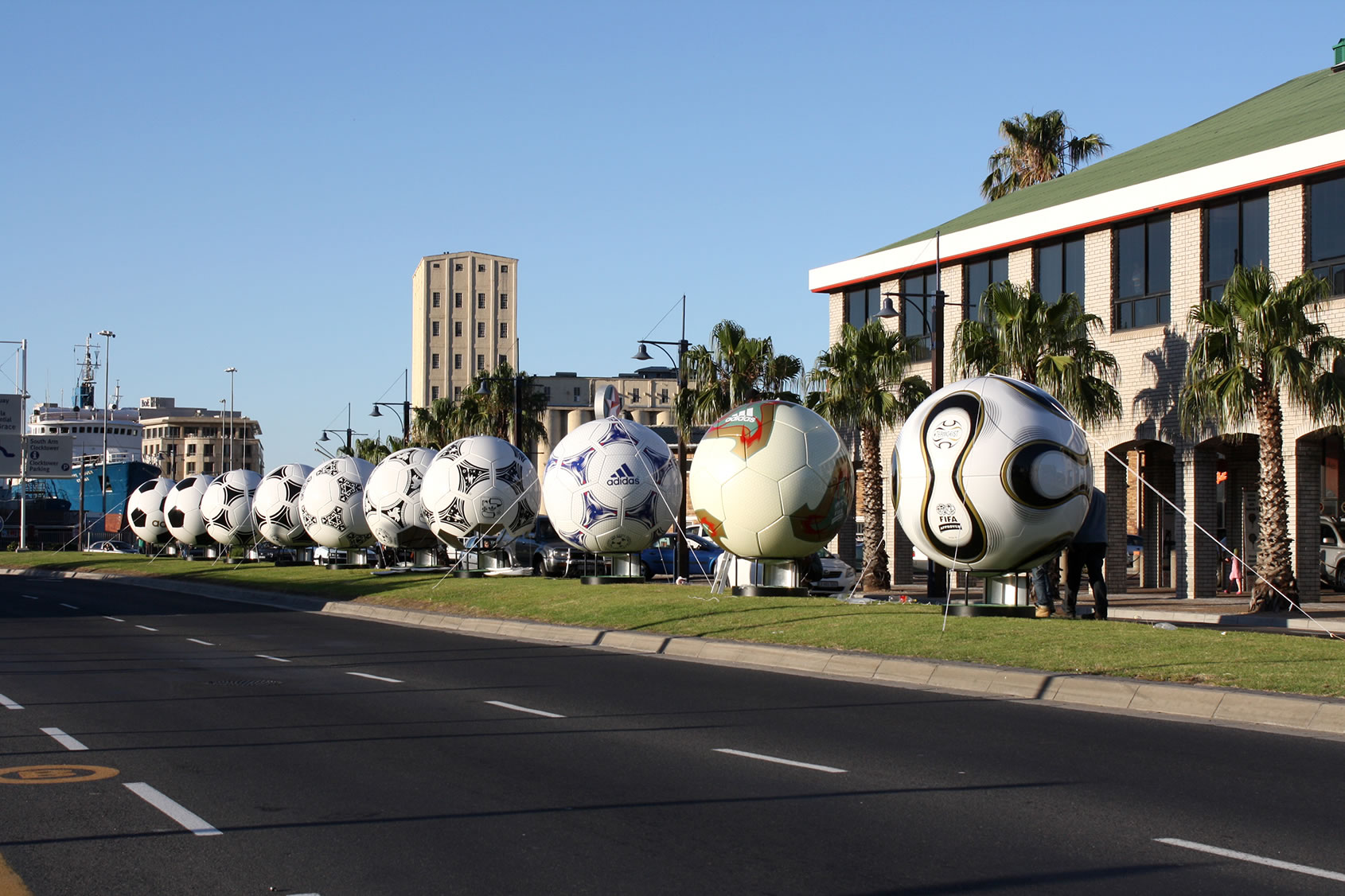
معرض لنماذج كبيرة الحجم للكرات التي استخدمت في بطولات كاس العالم السابقة

كرات كأس العالم لكرة القدم هي الكرة الرسمية المستخدمة في مباريات كأس العالم لكرة القدم، حيث يتم تخصيص كرة محددة وبتصميم معين لكل بطولة على حدة وأصبحت حالياً بروتوكول رسمي لأي بطولة، قرر الاتحاد الدولي لكرة القدم استخدام كرة قدم موحدة ومعتمدة لبطولات كأس العالم عقب الخلاف الشهير الذي حدث في نهائي كأس العالم 1930 عندما لَعبت المباراة النهائية بكرتين مختلفتين نتيجة خلاف بين الفريقين، وفي عام 1962 تم اختيار أديداس كمصنِّع رئيسي لكرات كأس العالم، وأصبحت كرات البطولة من تصميم شركة أديداس بداية من بطولة كأس العالم 1970 وحتى يومنا هذا.
كانت الكرة تصنّع بالكامل من جلد الحيوانات ولكن كانت تعاني من الثقل وبعض المشاكل، وتطورت مع البطولات المتلاحقة وتمّ استخدام خامات وتقنيات عالية، حتى أصبحت أقل وزناً وأكثر دقة وسرعة، خاصة مع اقتراح الفيفا وضع مواصفات خاصة للكرة المستخدمة مع بطولة كأس العالم 2010 «الجابولاني» التي تميزت بنوع من الخفة والديناميكية بهدف زيادة الأهداف ورفع مستوى المنافسة، وقد حظيت الكرة بالفعل باستحسان من جانب المهاجمين بينما حظيت بانتقادات من جانب حراس المرمى بسبب صعوبة توقع مسارها ومعدل دورانها في الهواء، مما فتح الباب لإجراء المزيد من الأبحاث العلمية والتطوير على الكرات المستخدمة في البطولة.
يتم اتخاذ اسم الكرة المخصصة للبطولة وألوان التصميم وفقاً للدولة المستضيفة للبطولة والتي عادة ما تعبِّر عن ثقافتها، وتخضع الكرة قبل البطولة للعديد من الاختبارات للتأكد من تطابقها مع المواصفات والمعايير التي يضعها الاتحاد الدولي لكرة القدم، وعقب انتهاء البطولة يتم توزيع الكرات المستخدمة في البطولة كهدايا على الفرق واللاعبين والحكام والدولة المستضيفة، كما يتم استغلال هذه الكرة تجاريًاً وذلك عبر بيع الكثير من نسخ هذه الكرة والتي عادة ما تحقق أرقاما عالية، حيث شهدت كرة بطولة 2014 «أديداس برازوكا» بيع أكثر من 10 ملايين نسخة حول العالم.

## تاريخها

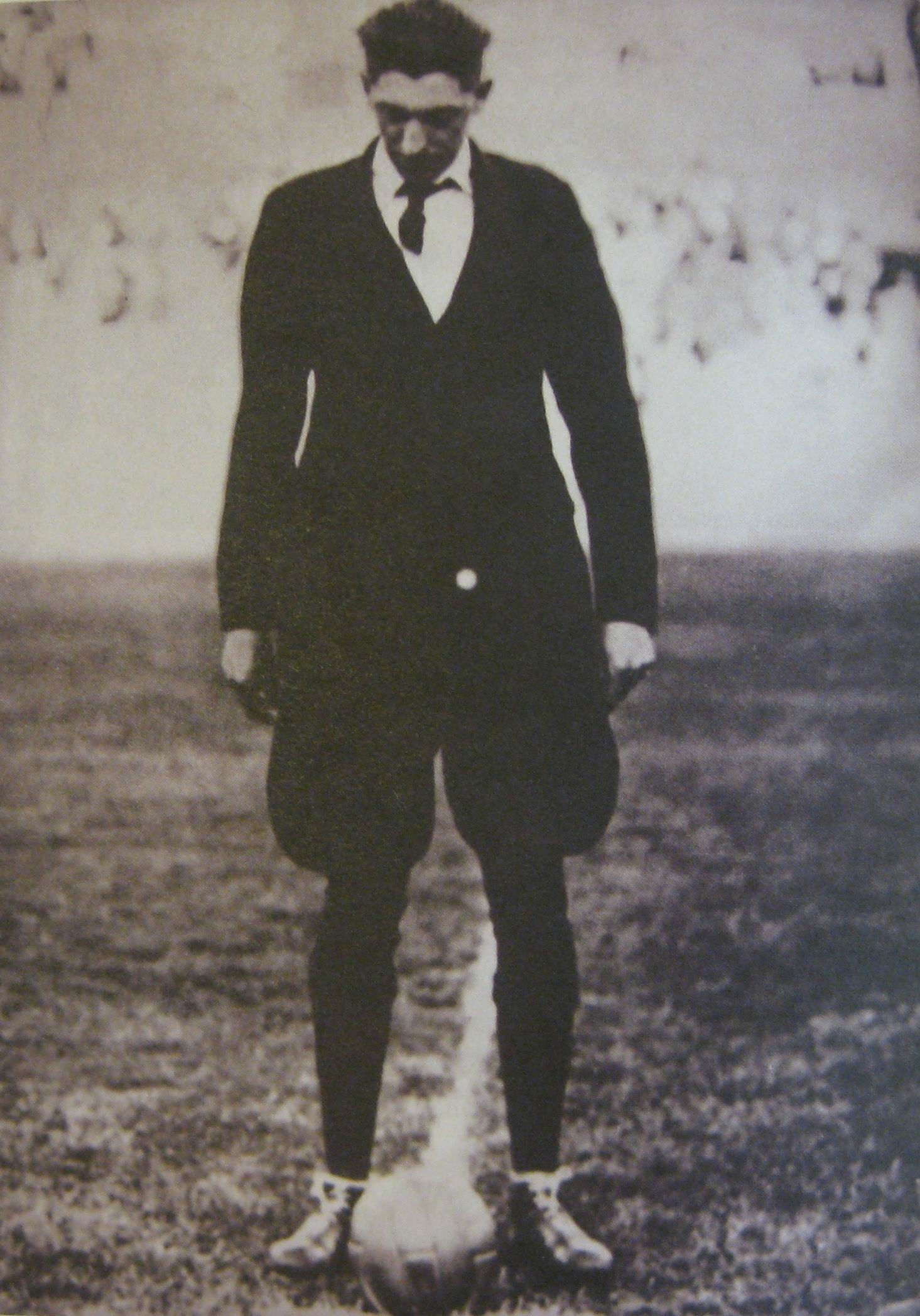
صورة الحكم جون لانجينوس الذي قام بتحكيم أول نهائي لبطولة كأس العالم عام 1930، وتظهر بالصورة أول كرة مستخدمه في تاريخ البطولة

شهدت الكرة المستخدمة في كأس العالم تطور كبير بداية من من النهائي الأول لكأس العالم وبالتحديد في نهائي كأس العالم 1930، عندما لعب النهائي بكرتين نتجية خلاف بين الفريقين، الكرة الأولى من الأرجنتين واسمها «تايننتو» وكان المنتخب الأرجنتيني متقدماً 2-1، وفي الشوط الثاني قدم المستضيف أوروغواي كرة أخرى كانت أكبر حجما وأثقل، وتنتهي المباراة بفوز منتخب الأوروغواي بنتيجة 4-2. بعدها قرر الاتحاد الدولي لكرة القدم استخدام كرة واحدة رسمية بمعايير محددة بدءاً من بطولة كأس العالم 1934، فأصبحت الكرة تستخدم في جميع مباريات البطولة.
عندما أعلنت عن كرة أديداس تيليستار، والتي استخدمت في بطولتي كأس العالم 1970 وكأس العالم 1974. فتم استخدام كرة تانغو في بطولتي كأس العالم 1978، وكأس العالم 1982. إلى أن جاءت بطولة كأس العالم 1986 وأعلنت الشركة الألمانية عن أول كرة كأس العالم اصطناعية بالكامل وأول كرة يتم خياطتها باليد، أطلق عليها اسم أزاتيكا. وفي بطولة كأس العالم 1990 تم كشف الستار عن كرة إيترسكو يونيكو، ثم عن كرة كويسترا في كأس العالم 1994.
وفي بطولة كأس العالم 1998، أعلنت أديداس عن كرة تريكلور، وهي أول كرة متعددة الألوان في بطولة كأس العالم. لم تتوقف ابتكارات شركة أديداس عند هذا الحد، بل قامت بصنع أول كرة قدم ذو تصميم الثلاثي في بطولة كأس العالم 2002، أطلق عليها اسم فيفرنوفا. ثم طرحت كرة تيمغايست ببطولة كأس العالم 2006. وفي بطولة كأس العالم 2010 أعلنت أديداس عن كرة أديداس جابولاني، التي انتقدها الكثير من لاعبي كأس العالم، وخصوصاً حراس المرمى، إذ اشتكوا من صعوبة توقُّع مسار حركتها للتمكُّن من صدها.
وفي النسخة الأخيرة من كأس العالم - كأس العالم 2014 - أعلن عن كرة أديداس برازوكا، من إنتاج شركة أديداس الرياضية في ألمانيا، وهي أول كرة لبطولة كأس العالم يتم تسميتها من قبل المشجعين. معنى برازوكا "وهو مصطلح غير رسمي، يستخدم من قبل البرازيليين لوصف فخرهم الوطني في البرازيل بطريقة حياتهم ومعيشتهم، ويعكس نهجهم، حيث أنها ترمز عندهم للعاطفة، والفخر والشهرة للجميع. ويستخدم هذا المصطلح أيضا باللهجة العامية للبرازيليين وأصبح معروفاً في الخارج بسبب البرازيليين المهاجرين والمغتربين في جميع أنحاء العالم.

## مواصفات الكرة

صورة عملية الاختبارات بواسطة روبوتات لكرة كأس العالم 2014

في عام 1863، تم أول تعديل لمواصفات كرة قدم من قبل اتحاد كرة القدم وفي عام 1872 تم تعديل المواصفات مرة أخرى وتم الاتفاق على أن الكرة «يجب أن تكون كروية مع محيط من 27 حتى 28 بوصة» (68.58 سم إلى 71.1 سم) وتم الاختلاف على وزن الكرة حيث أنه يختلف في أوقات المباراة ولكن تم الاتفاق على أن يكون من 13-15 أو 14-16 أوقية عند بداية اللعب، ولقد تركت هذه القواعد لم تتغير في جوهرها على النحو المحدد من قبل مجلس الاتحاد الدولي لكرة القدم.
كرات القدم اليوم هي أكثر تعقيدا من كرات القدم الماضية. تتكون معظم كرات القدم الحديثة من اثني عشر لوحات خماسية وسداسية الشكل. بعض الكرات تتكون من 32 لوحة وتستخدم المضلعات غير عادية لإعطاء تقريب أقرب إلى الشكل الدائري. في الداخل لكرة القدم يتكون من بالونة مطاطية التي تمكن الكرة من اللانضغاط والأرتاد، ويتم تخييط الألواح من الأحرف إما يدويا أو بواسطة الآلة، حجم كرة القدم هو ما يقرب من 22 سم (8.65 بوصة) وقطر حجم الكرة يكون 5 بوصة، وتنص قواعد الفيفا على أن حجم 5 يجب أن يكون 68-70 سم في محيطها. في المتوسط أن 69 سم، يجب أن تكون الكرة في الوزن في حدود 410 إلى 450 غراما (14 إلى 16 أونصة) وتضخم لضغط من بين 8.5 و15.6 رطل لكل بوصة مربعة (0.6 و1.1 بار) عند مستوى سطح البحر.
في عام 1966 أجرى لأول اختبار للكرة بشكل معصوب للعنين من قبل بعض اللاعبين، ويتم عادة اختبار الكرة من قبل الفيفا قبل بداية البطولة، وفي الفترة الحالية يتم اختبار الكرة بواسطة روبتات وبواسطة بعض الخبراء أيضاً، وقامت الفيفا بداية من بطولة عام 2010 بالسماح ومنح الكرة المحددة لبعض البطولات الأخرى بهدف اختبارها وتقييمها بشكل عملي قبل انطلاق موعد نهائيات كأس العالم.
|                       | معايير الفيفا الرسمية | معايير تيمغايست       | معايير جابولاني     | معايير برازوكا        |
| --------------------- | --------------------- | --------------------- | ------------------- | --------------------- |
| محيط الدائرة          | 68.5–69.5 سم          | 69.0 – 69.25 سم       | 69.0 ± 0.2 سم       | 69.0 ± 0.2 سم         |
| قطر الدائرة           | ≤ 1.5% اختلاف         | ≤ 1.0% اختلاف         | ≤ 1.0% اختلاف       | ≤ 1.0% اختلاف         |
| اختبار الغمس في الماء | ≤ 10% زيادة في الوزن  | ≤ 0.1% زيادة في الوزن | ~ 0% زيادة في الوزن | ~ 0.2% زيادة في الوزن |
| الوزن                 | 420 - 445 جرام        | 441 - 444 جرام        | 440 ± 0.2 جرام      | 437 ± 0.2 جرام        |
| اختبار الإرتداد       | ≤ 10 سم               | ≤ 2 سم                | ≤ 6 سم              | ~ 141 سم              |
| خسارة الضغط           | ≤ 20%                 | ≤ 11%                 | ≤ 10%               | ≤ 7%                  |

## الكرات حسب البطولة
يوضح الجدول التالي الكرات المستخدمة في بطولات كأس العالم لكرة القدم:

| البطولة | المستضيف          | الكرة                         | الكرة | الشركة المصنعة  | محيط الكرة      | الوزن          | ملاحظات | مصادر                |
| ------- | ----------------- | ----------------------------- | ----- | --------------- | --------------- | -------------- | --- | -------------------- |
| 1930    | الأوروغواي        | كرة الأرجنتين وكرة الأوروغواي |       | غير محدد        | غير معروف       | غير معروف      | في نهائي هذه البطولة تم الأستعانة بكرتين نتيجة خلاف بين الفريقين، الكرة الأولى كانت من الأرجتنين واسمها "تايننتو" وكان المنتخب الأرجنتيني متقدما 2 - 1، وفي الشوط الثاني قدم المستضيف أوروجواي كرة أخرى كانت أكبر حجما وأثقل، وقرر الأتحاد الدولي بعدها تقديم كرة واحدة رسمية بمعايير محددة.  | [ 28 ]               |
| 1934    | إيطاليا           | فيدرالي 102                   |       | ECAS            | 69 سم           | 480 جرام       | | [ 5 ]                |
| 1938    | فرنسا             | ألين                          |       | آلين باريس      | 69 سم           | 485 جرام       | | [ 29 ]               |
| 1950    | البرازيل          | دابلو تي                      |       | سوبربولا        | 69 سم           | 485 جرام       | | [ 30 ]               |
| 1954    | سويسرا            | تي ألين سوبر                  |       | كوست سبورت      | 69 سم           | 480 جرام       | أول كرة يستخدم فيها 18 قطعة. | [ 1 ] [ 31 ]         |
| 1958    | السويد            | توب ستار                      |       | سيدسفنسكا       | 69 سم           | 460 جرام       | لأول مرة يتم اختيار الكرة من خلال اختبار من بين 102 عرض في اختبار للاعبين معصوبي العينين من قبل اللجنة الرسمية في الفيفا. | [ 32 ] [ 33 ]        |
| 1962    | تشيلي             | كراك توب ستار                 |       | كوستوديو زامورا | 69 سم           | 465 جرام       | "كراك" هي الكرة الرسمية للبطولة، ولكن الحكم كين أستون كان يشك في الكرة التشيلية التي قدمت في مباراة الأفتتاح، مما جعله يطلب كرة أوروبية وتم إحضار كرة البطولة السابقة في الشوط الثاني، باقي المباريات لعبت بكرات مختلفة وسط اشاعات بأن الفرق الأوروبية لا تثق بالكرات التي يتم تصنيعها محليا. | [ 1 ] [ 35 ]         |
| 1966    | إنجلترا           | شالنج 4-ستار                  |       | سالزنجر         | 69 سم           | 470 جرام       | لأول مرة تكون كرة مكونة من 18 قطعة في اللون البرتقالي أو الأصفر | [ 1 ] [ 36 ]         |
| 1970    | المكسيك           | أديداس تيليستار               |       | أديداس          | 69.0 ± 0.2 سم   | 470 جرام       | تليستر هي أول كرة مكونة من 32 قطعة، وكانت باللونين المميزين (الأبيض والأسود)، كانت أديداس قد قدمت 20 كرة فقط مما سبب في عجز وجعل مباراة ألمانيا وبيرو تلعب بكرة مختلفة. | [ 1 ]                |
| 1974    | ألمانيا           | تليستار دورلاست               |       | أديداس          | 69.0 ± 0.2 سم   | 465 جرام       | | [ 1 ]                |
| 1978    | الأرجنتين         | تانجو                         |       | أديداس          | 69.0 ± 0.2 سم   | 460 جرام       | | [ 1 ]                |
| 1982    | إسبانيا           | تانجو إسبانا                  |       | أديداس          | 69.0 ± 0.2 سم   | 460 جرام       | | [ 1 ]                |
| 1986    | المكسيك           | أزاتيكا                       |       | أديداس          | 69.0 ± 0.2 سم   | 460 جرام       | تعتبر أول كرة في تاريخ البطولة من مكونات صناعية وليست من جلد طبيعي كما هو معتاد، وتمت خياطتها بشكل يدوي. | [ 1 ]                |
| 1990    | إيطاليا           | إيترسكو يونيكو                |       | أديداس          | 69.0 ± 0.2 سم   | 455 جرام       | | [ 1 ]                |
| 1994    | الولايات المتحدة  | أديداس كويسترا                |       | أديداس          | 69.0 ± 0.2 سم   | 445 جرام       | | [ 1 ] [ 37 ]         |
| 1998    | فرنسا             | تريكلور                       |       | أديداس          | 69.0 ± 0.3 سم   | 445 جرام       | أول كرة متعدة الألوان في تاريخ بطولات كأس العالم. | [ 1 ]                |
| 2002    | كوريا ج · اليابان | فيفرنوفا                      |       | أديداس          | 69.0 ± 0.2 سم   | 445 جرام       | أول كرة يتم تصميمها بشكل مثلثي. | [ 1 ]                |
| 2006    | ألمانيا           | تيمغايست                      |       | أديداس          | 69.0 – 69.25 سم | 441 - 444 جرام | كانت مكونة من 14 قطعة، وفي هذه البطولة كان لأول مرة يتم تصميم كرة مخصصة للمباراة النهائية (طالع فقرة كرات المباريات النهائية). | [ 1 ] [ 38 ]         |
| 2010    | جنوب إفريقيا      | أديداس جابولاني               |       | أديداس          | 69.0 ± 0.2 سم   | 440 ± 0.2 جرام | | [ 1 ] [ 39 ]         |
| 2014    | البرازيل          | أديداس برازوكا                |       | أديداس          | 69.0 ± 0.2 سم   | 437 ± 0.2 جرام | أول كرة في تاريخ البطولة يتم تسميتها من قبل الجمهور. | [ 14 ]               |
| 2018    | روسيا             | أديداس تيليستار 18            |       | أديداس          |                 |                | لأول مرة في التاريخ تكون الكرة مزودة بشريحة للتواصل قريب المدى NFC | [ 40 ] [ 41 ] [ 42 ] |
| 2022    | قطر               | الرحلة                        |       | أديداس          |                 |                | |                      |

## كرات المباراة النهائية
في بطولة 2006 بألمانيا بدأ لأول مرة فكرة الاستعانة بكرة قدم ذات تصميم مميز تكون مخصصة للمباراة النهائية للبطولة، في بطولتي 2010 و2014 قامت الدول المستضيفة بإعطاء اسم مميز لكرة المباراة النهائية مثلما حدث مع بطولتي 2010 و2014 إلا أنها تعتبر كنية غير رسمية، مواصفات الكرة هي نفس المستخدمة في الكرة العادية، ولكن يتم إعطائها لون ذهبي مثل كرة نهائي كأس العالم 2006 ونهائي كأس العالم 2010 أو لون ذهبي مع لون مختلف مثل كرة نهائي 2014، ويتم أحياناً كتابة اسم الفريقين الذي وصلا للنهائي واسم ملعب المباراة.
| النهائي | البطولة             | اسم الكرة                 | صورة                                                  | فريقي النهائي       | محيط الدائرة    | الوزن          | مصادر         |
| ------- | ------------------- | ------------------------- | ----------------------------------------------------- | ------------------- | --------------- | -------------- | ------------- |
| 2006    | 2006 · ألمانيا      | تيمغايست برلين            |                                                       | إيطاليا × فرنسا     | 69.0 – 69.25 سم | 441 - 444 جرام | [ 44 ] [ 45 ] |
| 2010    | 2010 · جنوب إفريقيا | جابولاني الذهبية (جو برج) | Soccer ball was used to the 2010 World cup final game | أسبانيا × هولندا    | 69.0 ± 0.2 سم   | 440 ± 0.2 جرام | [ 46 ] [ 47 ] |
| 2014    | 2014 · البرازيل     | برازوكا (فاينال ريو)      |                                                       | ألمانيا × الأرجنتين | 69.0 ± 0.2 سم   | 437 ± 0.2 جرام | [ 48 ] [ 49 ] |
| 2018    | 2018 · روسيا        | مليشتا ستار               |                                                       | فرنسا × كرواتيا     | 69.0 ± 0.2 سم   | 437 ± 0.2 جرام | [ 50 ]        |

## وصلات خارجية
- فيديو اختبار كرة كأس العالم الأخيرة 2014 من قبل وكالة ناسا على يوتيوب